# Carignan-de-Bordeaux
Carignan-de-Bordeaux – miejscowość i gmina we Francji, w regionie Nowa Akwitania, w departamencie Żyronda.
Według danych na rok 1990 gminę zamieszkiwało 2867 osób, a gęstość zaludnienia wynosiła 327 osób/km² (wśród 2290 gmin Akwitanii Carignan-de-Bordeaux plasuje się na 148. miejscu pod względem liczby ludności, natomiast pod względem powierzchni na miejscu 1152.).